# بخش آنبی
بخش آنبی (به سوئدی: Aneby kommun) یک ناحیه شهری در سوئد است که در شهرستان یونشوپینگ واقع شده‌است.